# Modal stämning
Med modal stämning menar man att tonförrådet förhåller sig till en grundton/bordunton. I stämningen förekommer ofta toner som ligger mellan de vedertagna hel- och halvtonerna, så kallade kvartstoner.